# 島卓視
島 卓視（しま たくみ、1967年10月3日 - ）は、徳島県出身の元サッカー選手(FW/MF)、指導者（JFA公認A級コーチ）。
KELT FC（旧NETZ8FC）代表兼ジュニアユース監督。

## 来歴
徳島県立徳島商業高等学校卒業。同期に東泰らがいる。
1986年、サンフレッチェ広島の前身であるマツダSCに入団する。同期入団には前川和也や横内昭展らがいる。現役時代は得点力のあるFWとして活躍した。1987年の天皇杯決勝は途中出場を果たしている。
1993年Jリーグが始まると高木琢也との2トップを組み、高木のポストプレーを活かして得点するシャドーストライカーとして活躍した。1994年前期サントリーシリーズのステージ優勝時も、当初は島がレギュラーでイワン・ハシェックからレギュラーポジションを奪っていた。ただJリーグでプレーしていた時期はほとんど足の怪我とリハビリの連続で、結局怪我が原因で1995年に引退した。
引退後はサンフレッチェ広島のコーチに就任し、エディ・トムソン監督の下で学んだ。またプレースタイルの似ていた高橋泰にかなりアドバイスを送っていた。さらには、解説者として『進め!スポーツ元気丸』に出演もしていた。
2001年、トムソン監督退任とともに広島の育成組織へ、特にジュニアユース世代の指導者として活躍する。サンフレッチェびんご監督時代は岡本知剛 や井林章など、広島ジュニアユース時代は茶島雄介・森保翔平・中山雄登・玉田道歩・岡崎和也や野津田岳人などを育てた。
2009年、東広島市にあるクラブチームNETZ8FCジュニアユース監督に就任、その後組織改編に伴いKELT FC代表兼ジュニアユース監督に就任した。

## 個人成績
以下、2010年12月現在の記録である。
| 国内大会個人成績 | 国内大会個人成績 | 国内大会個人成績 | 国内大会個人成績 | 国内大会個人成績 | 国内大会個人成績 | 国内大会個人成績 | 国内大会個人成績 | 国内大会個人成績 | 国内大会個人成績 | 国内大会個人成績 | 国内大会個人成績 |
| 年度             | クラブ           | 背番号           | リーグ           | リーグ戦         | リーグ戦         | リーグ杯         | リーグ杯         | オープン杯       | オープン杯       | 期間通算         | 期間通算         |
| 年度             | クラブ           | 背番号           | リーグ           | 出場             | 得点             | 出場             | 得点             | 出場             | 得点             | 出場             | 得点             |
| 日本             | 日本             | 日本             | 日本             | リーグ戦         | リーグ戦         | JSL杯/ナビスコ杯 | JSL杯/ナビスコ杯 | 天皇杯           | 天皇杯           | 期間通算         | 期間通算         |
| ---------------- | ---------------- | ---------------- | ---------------- | ---------------- | ---------------- | ---------------- | ---------------- | ---------------- | ---------------- | ---------------- | ---------------- |
| 1986-87          | マツダ           |                  | JSL1部           |                  |                  |                  |                  |                  |                  |                  |                  |
| 1987-88          | マツダ           |                  | JSL1部           |                  |                  |                  |                  |                  |                  |                  |                  |
| 1988-89          | マツダ           |                  | JSL2部           |                  |                  |                  |                  |                  |                  |                  |                  |
| 1989-90          | マツダ           |                  | JSL2部           | 22               | 4                | 2                | 0                |                  |                  |                  |                  |
| 1990-91          | マツダ           | 9                | JSL2部           | 18               | 9                | 3                | 0                |                  |                  |                  |                  |
| 1991-92          | マツダ           | 9                | JSL1部           | 15               | 4                | 0                | 0                |                  |                  |                  |                  |
| 1992             | 広島             | -                | J                | -                | -                | 8                | 1                | 3                | 0                | 11               | 1                |
| 1993             | 広島             | -                | J                | 9                | 4                | 6                | 1                | 4                | 1                | 19               | 6                |
| 1994             | 広島             | -                | J                | 28               | 3                | 1                | 0                | 2                | 0                | 31               | 3                |
| 1995             | 広島             | -                | J                | 0                | 0                | -                | -                | 0                | 0                | 0                | 0                |
| 通算             | 日本             | 日本             | J                | 37               | 7                | 15               | 2                | 9                | 1                | 61               | 10               |
| 通算             | 日本             | 日本             | JSL1部           | 34               | 4                |                  |                  |                  |                  |                  |                  |
| 通算             | 日本             | 日本             | JSL2部           |                  |                  |                  |                  |                  |                  |                  |                  |
| 総通算           |                  |                  |                  |                  |                  |                  |                  |                  |                  |                  |                  |

その他の公式戦
- 1991年
  - コニカカップ 2試合0得点

初出場・初ゴール
- Jリーグ初出場：1993年8月20日ニコス第6節対横浜マリノス戦（三ツ沢公園球技場）
  - 盧廷潤に代わり途中出場
- Jリーグ初得点：1993年11月22日ニコス第14節対横浜マリノス戦（大分市営陸上競技場）
  - 前半21分ゴール
- JSL（1部）初得点：1991年10月26日 対ヤマハ戦（岡山県営陸上競技場）

## 参考資料
- 中野和也「紫のシャツにプライドを持つ先輩として」『紫熊倶楽部』2008年10月号、16頁-17頁
- 『インタビュー1』『インタビュー2』、広島サッカー向上委員会、2011年11月9日閲覧